# Bayerischer Kunstgewerbeverein

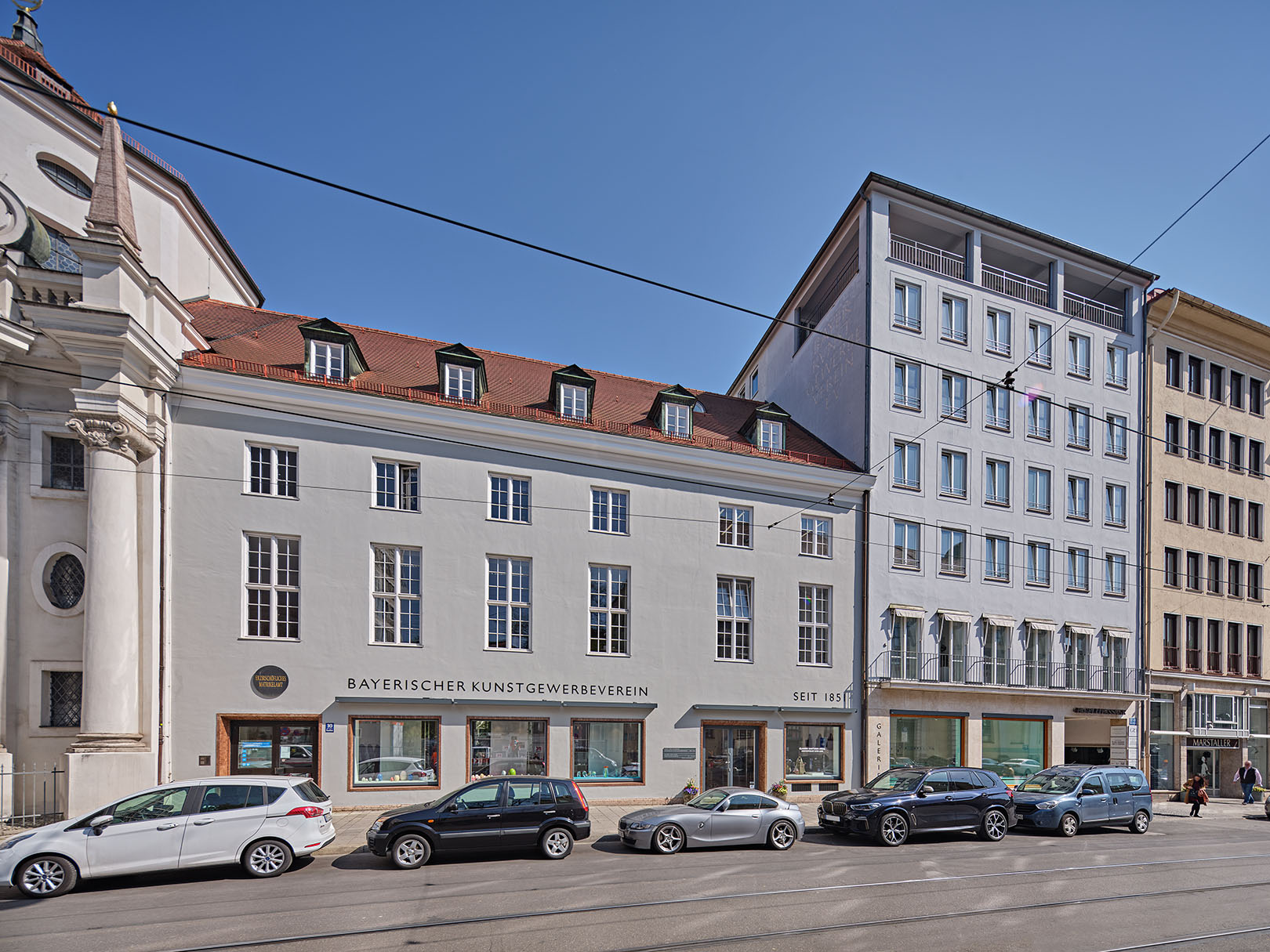
Bayerischer Kunstgewerbeverein, Pacellistraße 6–8

Der Bayerische Kunstgewerbeverein mit Sitz in München vertritt als Berufsverband die Interessen von über 450 Kunsthandwerkern. Die Aufgabe des Vereins besteht in der Förderung des Kunsthandwerks in Bayern.
Gegründet wurde der Verein 1851 mit dem Ziel, die Ausbildung im Handwerk zu verbessern und die Qualität kunsthandwerklichen Schaffens zu fördern. Im Zeitalter der Industriellen Revolution sollten Handwerkstradition und Gestaltung der industriellen Fertigung als Vorbild dienen. 1887 zählte der Verein 2.175 Mitglieder, darunter Künstler und Architekten sowie Industrie- und Handwerksbetriebe. Zu den Aktivitäten zählten die Organisation eigener Ausstellungen und die Teilnahme an den Weltausstellungen in London, Wien, Paris und Chicago. Für die Vereinszwecke wurde 1878 ein Vereinshaus in der Pfandhausstraße (heute Pacellistraße) nahe dem Promenadeplatz errichtet. Das im Zweiten Weltkrieg zerstörte Vereinshaus wurde an der gleichen Stelle wiederaufgebaut.
In der Münchner Innenstadt betreibt der Verein ein Ladengeschäft und die Galerie für Angewandte Kunst. Die Ausstellungsreihe „Porträt im Laden“ stellt die Objekte einzelner Vereinsmitglieder vor und informiert über die verwendeten Werkstoffe und spezifischen Techniken. Die Galerie für Angewandte Kunst wurde 1992 gegründet, um den Stellenwert der Angewandten Kunst im künstlerischen Schaffen unserer Zeit bewusst zu machen. Mit ihren jährlich acht Ausstellungen setzt sich die Galerie mit den verschiedenen Positionen und Richtungen des zeitgenössischen Kunsthandwerks auseinander. In der periodischen Jahresausstellung der Vereinsmitglieder werden ihre neuesten Arbeiten ausgestellt. Seit 1992 gibt der BKV eine eigene Katalog- und Schriftenreihe heraus.
Eine der Hauptaufgaben des Bayerischen Kunstgewerbevereins ist die Nachwuchsförderung. Seit 2006 wird der BKV-Preis für Junges Kunsthandwerk einmal pro Jahr verliehen. Die dotierten Preise sollen den beruflichen Werdegang der Preisträger auch finanziell befördern. Die Ausschreibung richtet sich deshalb gezielt an Kunsthandwerker unter 35 Jahren, die am Beginn ihrer beruflichen Entwicklung stehen, aber ihre Ausbildung bereits abgeschlossen haben. Die Ausschreibung ist international an alle Gewerke gerichtet. Der BKV-Preis zeichnet Arbeiten aus, die auf der Basis handwerklicher Qualität eigenständige künstlerische Gestaltung zeigen.
Zudem ist der Verein auf Messen wie der Internationalen Handwerksmesse, der Inhorgenta europe und früher auf der Eunique in Karlsruhe vertreten. 
Einige Vereinsmitglieder wurden für ihr Werk mit Preisen (z. B. Bayerischer Staatspreis, Danner-Preis) ausgezeichnet, sind mit ihren Werken in Museen wie der Pinakothek der Moderne (Neue Sammlung – The Design Museum) vertreten und nehmen Lehraufträge wahr.